# Georg Henrik Wrede
Georg Henrik Wrede, född 1964 i USA, är en finländsk-amerikansk ledare och strategiutvecklare med omfattande erfarenhet från offentlig förvaltning, medborgarorganisationer och tankesmedjor. Han har erfarenheter av lagstiftningsprocesser samt av påverkan av politik och policy internationellt, europeiskt, nationellt och regionalt. Wrede är känd för sin förmåga att leda komplexa projekt, så som Finlands regerings politikprogram för barns, ungas och familjers välfärd samt implementera innovativa lösningar inom tjänsteproduktion i tredje sektorn.

## Biografi
Wrede arbetade inom  Folkhälsan i olika uppdrag under två perioder. Åren 1993–2002, som verksamhetsledare för Landskapsföreningen Folkhälsan i Åboland, Dagvårdschef på Samfundet Folkhälsan och chef för hälsofrämjande.  Åren 2018-2024 som verkställande direktör för Samfundet Folkhälsan. Åren 2002–2007 arbetande han på Mannerheims barnskyddsförbund som direktör för program och projekt. Från 2007 var han VD för FSKC, ett finlandssvenskt kompetenscentrum inom det sociala området, som även är huvudman för Mathilda Wrede-institutet. Hösten 2007 blev han programdirektör för regeringens politikprogram för barns, ungas och familjers välfärd, under regeringen Vanhanen II och regeringen Kiviniemi. Han var därefter direktör för ansvarsområdet för ungdomsarbete och -politik vid Undervisnings- och kulturministeriet i Finland.
Wrede har tidigare varit aktiv inom finländsk politik, i Svenska folkpartiet i Finland och var kretsordförande för Svenska folkpartiet i Helsingfors 2001–2002 samt 2008–2010. Han blev invald i stadsfullmäktige i Åbo i kommunalvalen 1992 och 1996.